# Андерсен, Крис
Кристофер Клаус «Крис» А́ндерсен (англ. Christopher Claus "Chris" Andersen; род. 7 июля 1978 года в Лонг-Бич, Калифорния, США) — американский профессиональный баскетболист, который выступал в Национальной баскетбольной ассоциации. Благодаря своим татуировкам он получил прозвище «Бёрдмен» (англ. Birdman, «человек-птица»). Чемпион НБА в сезоне 2012/2013 годов в составе «Майами Хит».

## Биография
Андерсен родился в Лонг-Бич, штат Калифорния, вырос в городе Айола, штат Техас. После окончания школы один год провёл в Колледже Блинна. В 1999 году выставил свою кандидатуру на драфт НБА, но не был выбран, после чего начал профессиональную карьеру в Китае, в команде «Цзянсу Дрэгонс», затем два года играл за команды низших американских лиг. В 2001 году всё-таки оказался в НБА, став игроком «Денвер Наггетс». В 2004 году перешёл в «Нью-Орлеан Хорнетс». В 2004 и 2005 годах Андерсен участвовал в соревновании по слэм-данкам, проходящем перед Матчем всех звёзд НБА. 25 января 2006 года был дисквалифицирован на два года за употребление наркотиков. В марте 2008 года Андерсен с разрешения ассоциации игроков НБА вернулся в «Хорнетс». Летом того же года, став свободным агентом, вернулся в «Денвер Наггетс», подписав с командой контракт на один год. В сезоне 2008/2009 он, будучи резервистом в своей команде, стал вторым в ассоциации по количеству сделанных блок-шотов — 175, больше сделал только центровой «Орландо Мэджик», Дуайт Ховард (231). Известен своим мастерством ставить блок-шоты . Летом 2009 года подписал новый контракт на пять лет, за которые он получит 26 миллионов долларов.
В сезоне 2011/2012 Андерсен провёл 32 матча за «Наггетс», набирая 5,3 очка, совершая 4,6 подбора и 1,4 блок-шота в среднем за встречу. В январе 2013 года Крис Андерсен, имеющий статус свободного агента, подписал контракт с «Майами Хит», рассчитанный на 10 дней. В конце января 2013 года Андерсен подписал ещё один 10-дневный контракт с «Майами Хит». В феврале 2013 года стало известно, что Крис Андерсен останется в «Майами Хит» до конца сезона.
16 февраля 2016 года в результате трёхстороннего обмена Андерсен оказался в «Мемфис Гриззлис». Через три дня он дебютировал за «Гриззлис» в игре против «Миннесоты», набрав 4 очка, 3 подбора и 1 блок-шот за 11 минут игрового времени.
22 июля 2016 года Андерсен подписал контракт с «Кливленд Кавальерс».
13 февраля 2017 года «Кавальерс» обменяли Андерсена в «Шарлотт Хорнетс». «Хорнетс» сразу же отказались от него.
23 марта 2018 года стало известно, что Андерсен подписал контракт с BIG3.

## Статистика

### Статистика в НБА
| Сезон                                                                                    | Команда    | Регулярный сезон | Регулярный сезон | Регулярный сезон | Регулярный сезон | Регулярный сезон | Регулярный сезон | Регулярный сезон | Регулярный сезон | Регулярный сезон | Регулярный сезон | Регулярный сезон | Серия плей-офф | Серия плей-офф | Серия плей-офф | Серия плей-офф | Серия плей-офф | Серия плей-офф | Серия плей-офф | Серия плей-офф | Серия плей-офф | Серия плей-офф | Серия плей-офф |
| Сезон                                                                                    | Команда    | GP               | GS               | MPG              | FG%              | 3P%              | FT%              | RPG              | APG              | SPG              | BPG              | PPG              | GP             | GS             | MPG            | FG%            | 3P%            | FT%            | RPG            | APG            | SPG            | BPG            | PPG            |
| ---------------------------------------------------------------------------------------- | ---------- | ---------------- | ---------------- | ---------------- | ---------------- | ---------------- | ---------------- | ---------------- | ---------------- | ---------------- | ---------------- | ---------------- | -------------- | -------------- | -------------- | -------------- | -------------- | -------------- | -------------- | -------------- | -------------- | -------------- | -------------- |
| 2001/02                                                                                  | Денвер     | 24               | 1                | 10,9             | 33,8             | 0,0              | 78,6             | 3,2              | 0,3              | 0,3              | 1,2              | 3,0              | Не участвовал  | Не участвовал  | Не участвовал  | Не участвовал  | Не участвовал  | Не участвовал  | Не участвовал  | Не участвовал  | Не участвовал  | Не участвовал  | Не участвовал  |
| 2002/03                                                                                  | Денвер     | 59               | 3                | 15,4             | 40,0             | 0,0              | 55,0             | 4,6              | 0,5              | 0,5              | 1,0              | 5,2              | Не участвовал  | Не участвовал  | Не участвовал  | Не участвовал  | Не участвовал  | Не участвовал  | Не участвовал  | Не участвовал  | Не участвовал  | Не участвовал  | Не участвовал  |
| 2003/04                                                                                  | Денвер     | 71               | 0                | 14,5             | 44,3             | 0,0              | 58,9             | 4,2              | 0,5              | 0,5              | 1,6              | 3,4              | 5              | 0              | 6,6            | 33,3           | -              | -              | 2,8            | 0,4            | 0,2            | 0,4            | 1,2            |
| 2004/05                                                                                  | Нью-Орлеан | 67               | 2                | 21,3             | 53,4             | 0,0              | 68,9             | 6,1              | 1,1              | 0,2              | 1,5              | 7,7              | Не участвовал  | Не участвовал  | Не участвовал  | Не участвовал  | Не участвовал  | Не участвовал  | Не участвовал  | Не участвовал  | Не участвовал  | Не участвовал  | Не участвовал  |
| 2005/06                                                                                  | Нью-Орлеан | 32               | 2                | 17,8             | 57,1             | -                | 47,6             | 4,8              | 0,2              | 0,3              | 1,3              | 5,0              | Не участвовал  | Не участвовал  | Не участвовал  | Не участвовал  | Не участвовал  | Не участвовал  | Не участвовал  | Не участвовал  | Не участвовал  | Не участвовал  | Не участвовал  |
| 2007/08                                                                                  | Нью-Орлеан | 5                | 0                | 6,8              | 28,6             | -                | 50,0             | 1,8              | 0,0              | 0,0              | 0,8              | 1,2              | Не участвовал  | Не участвовал  | Не участвовал  | Не участвовал  | Не участвовал  | Не участвовал  | Не участвовал  | Не участвовал  | Не участвовал  | Не участвовал  | Не участвовал  |
| 2008/09                                                                                  | Денвер     | 71               | 1                | 20,6             | 54,8             | 20,0             | 71,8             | 6,2              | 0,4              | 0,6              | 2,5              | 6,4              | 15             | 0              | 21,8           | 63,0           | 0,0            | 65,9           | 6,3            | 0,6            | 0,3            | 2,1            | 6,5            |
| 2009/10                                                                                  | Денвер     | 76               | 0                | 22,3             | 56,6             | 0,0              | 69,5             | 6,4              | 0,4              | 0,6              | 1,9              | 5,9              | 6              | 0              | 19,3           | 52,9           | -              | 64,3           | 4,5            | 0,2            | 0,2            | 1,0            | 4,5            |
| 2010/11                                                                                  | Денвер     | 45               | 0                | 16,3             | 59,9             | 0,0              | 63,7             | 4,9              | 0,4              | 0,5              | 1,3              | 5,6              | 5              | 0              | 14,6           | 63,6           | -              | 71,4           | 2,8            | 0,6            | 0,6            | 1,4            | 4,8            |
| 2011/12                                                                                  | Денвер     | 32               | 1                | 15,2             | 54,6             | -                | 61,0             | 4,6              | 0,2              | 0,6              | 1,4              | 5,3              | Не участвовал  | Не участвовал  | Не участвовал  | Не участвовал  | Не участвовал  | Не участвовал  | Не участвовал  | Не участвовал  | Не участвовал  | Не участвовал  | Не участвовал  |
| 2012/13                                                                                  | Майами     | 42               | 0                | 14,9             | 57,7             | 66,7             | 67,7             | 4,1              | 0,4              | 0,4              | 1,0              | 4,9              | 20             | 0              | 15,2           | 80,7           | -              | 73,5           | 3,8            | 0,2            | 0,5            | 1,1            | 6,4            |
| 2013/14                                                                                  | Майами     | 72               | 0                | 19,4             | 64,4             | 25,0             | 71,0             | 5,3              | 0,3              | 0,4              | 1,3              | 6,6              | 18             | 0              | 17,6           | 57,9           | 0,0            | 68,4           | 5,9            | 0,3            | 0,3            | 1,0            | 5,1            |
| 2014/15                                                                                  | Майами     | 60               | 20               | 18,9             | 58,0             | 30,8             | 66,7             | 5,0              | 0,7              | 0,4              | 1,0              | 5,3              | Не участвовал  | Не участвовал  | Не участвовал  | Не участвовал  | Не участвовал  | Не участвовал  | Не участвовал  | Не участвовал  | Не участвовал  | Не участвовал  | Не участвовал  |
| 2015/16                                                                                  | Майами     | 7                | 1                | 5,2              | 40,0             | 40,0             | 75,0             | 1,3              | 0,4              | 0,1              | 0,4              | 1,9              | Не участвовал  | Не участвовал  | Не участвовал  | Не участвовал  | Не участвовал  | Не участвовал  | Не участвовал  | Не участвовал  | Не участвовал  | Не участвовал  | Не участвовал  |
| 2015/16                                                                                  | Мемфис     | 20               | 14               | 18,3             | 54,8             | 22,2             | 68,8             | 4,5              | 0,5              | 0,7              | 0,5              | 4,6              | 4              | 2              | 19,7           | 41,7           | -              | 62,5           | 7,8            | 0,8            | 0,5            | 0,8            | 3,8            |
| 2016/17                                                                                  | Кливленд   | 12               | 0                | 9,5              | 40,9             | 0,0              | 71,4             | 2,6              | 0,4              | 0,4              | 0,6              | 2,3              | Не участвовал  | Не участвовал  | Не участвовал  | Не участвовал  | Не участвовал  | Не участвовал  | Не участвовал  | Не участвовал  | Не участвовал  | Не участвовал  | Не участвовал  |
|                                                                                          | Всего      | 695              | 45               | 17,7             | 53,2             | 22,1             | 65,4             | 5,0              | 0,5              | 0,4              | 1,4              | 5,4              | 73             | 2              | 17,1           | 63,1           | 0,0            | 68,9           | 5,0            | 0,4            | 0,4            | 1,2            | 5,3            |
| Наведите курсор мыши на аббревиатуры в заголовке таблицы, чтобы прочесть их расшифровку. |            |                  |                  |                  |                  |                  |                  |                  |                  |                  |                  |                  |                |                |                |                |                |                |                |                |                |                |                |